# Video Girl Ai
Video Girl Ai (Den'ei Shoujo) és un manga de Masakazu Katsura, va ser adaptat en una pel·lícula live action i una OVA de 6 episodis. El manga està basat en un one shot del manga anomenat Video Girl Ai i va ser publicat a la revista Shūkan Shōnen Jump entre 1989 i 1992. A Espanya va ser editat per Norma Editorial el 1995 i després reeditat per Planeta DeAgostini el 2001.
La OVA va ser llançada a Espanya per Dynamic SK l'any 2000. Consta de dues parts, els primers 13 volums són sobre la Video Girl Ai i els últims dos sobre la Video Girl Len.